# Respect!
Respect! er en dokumentarfilm instrueret af Susanna Edwards efter eget manuskript.

## Handling
Mica, Emilie, Vickan og Lollo er fire 16-årige piger fra den stockholmske forstad Farsta. Filmen følger dem i skolen og i fritiden, hvor tempoet er højt og jargonen rå. En hudløs skildring af fire unge, der længes efter at give sig hen og prøve grænser af. Det handler om at finde sig selv og bevare sin stolthed.